# SV Hindenburg Allenstein
Sportvereinigung Hindenburg Allenstein byl německý vojenský sportovní klub, který sídlil ve východopruském městě Allenstein (dnešní Olsztyn ve Varmijsko-mazurském vojvodství). Klub patřil pod pozemní jednotky Wehrmacht.
Založen byl v roce 1921 pod názvem SV Hindenburg Allenstein. V roce 1935 byla zkratka SV pozměněna na Standort MSV. Klub se stal jedenkrát baltským mistrem a třikrát opanoval Gauligu Ostpreußen. Zaniká v roce 1945 po sovětsko-polské anexi Pruska.
Své domácí zápasy odehrával na stadionu Reiterkaserne.

## Historické názvy
Zdroj: 
- 1921 – SV Hindenburg Allenstein (Sportvereinigung Hindenburg Allenstein)
- 1935 – Standort MSV Hindenburg Allenstein (Standort Militärsportverein Hindenburg Allenstein)

## Získané trofeje
- Baltische Fußballmeisterschaft ( 1× )
  - 1931/32
- Gauliga Ostpreußen ( 3× )
  - 1935/36, 1936/37, 1938/39

## Umístění v jednotlivých sezonách
Stručný přehled
Zdroj: 
- 1933–1935: Gauliga Ostpreußen – sk. B
- 1935–1938: Gauliga Ostpreußen – sk. Allenstein
- 1938–1939: Gauliga Ostpreußen
- 1939–1940: Bezirksliga Ostpreußen

Jednotlivé ročníky
Zdroj: 
Legenda: Z - zápasy, V - výhry, R - remízy, P - porážky, VG - vstřelené góly, OG - obdržené góly, +/- - rozdíl skóre, B - body, červené podbarvení - sestup, zelené podbarvení - postup, fialové podbarvení - reorganizace, změna skupiny či soutěže
| Velkoněmecká říše (1933 – 1940) |                                     |        |     |     |     |     |     |     |     |     |        |
| Sezóny                          | Liga                                | Úroveň | Z   | V   | R   | P   | VG  | OG  | +/- | B   | Pozice |
| 1933/34                         | Gauliga Ostpreußen – sk. B          | 1      | 12  | 9   | 3   | 0   | 34  | 15  | +19 | 21  | 1.     |
| 1934/35                         | Gauliga Ostpreußen – sk. B          | 1      | 12  | 9   | 0   | 3   | 66  | 22  | +44 | 18  | 2.     |
| 1935/36                         | Gauliga Ostpreußen – sk. Allenstein | 1      | 12  | 10  | 2   | 0   | 51  | 10  | +41 | 22  | 1.     |
| 1936/37                         | Gauliga Ostpreußen – sk. Allenstein | 1      | 12  | 10  | 2   | 0   | 43  | 6   | +37 | 22  | 1.     |
| 1937/38                         | Gauliga Ostpreußen – sk. Allenstein | 1      | 12  | 8   | 3   | 1   | 48  | 13  | +35 | 19  | 2.     |
| 1938/39                         | Gauliga Ostpreußen                  | 1      | 18  | 15  | 3   | 0   | 68  | 21  | +47 | 33  | 1.     |
| 1939/40                         | Bezirksliga Ostpreußen              | 2      | ... | ... | ... | ... | ... | ... | ... | ... |        |

Poznámky:
- 1931/32: Klub v německém mistrovství skončil v osmifinále, kde podlehl klubu Eintracht Frankfurt poměrem 0:6.
- 1932/33: Klub v německém mistrovství skončil ve čtvrtfinále, kde podlehl klubu Eintracht Frankfurt poměrem 2:12.
- 1933/34: Hindenburg Allenstein (vítěz sk. B) ve finále prohrál s gdaňským Preussenem (vítěz sk. A) celkovým poměrem 4:8 (1. zápas – 3:2, 2. zápas – 1:6).
- 1935/36: Hindenburg Allenstein (vítěz sk. Allenstein) ve finále vyhrál nad königsberským Prussia-Samlandem (vítěz sk. Königsberg) celkovým poměrem 9:2 (1. zápas – 2:0, 2. zápas – 7:2).
- 1935/36: Klub v německém mistrovství skončil v základní skupině A, kde se umístil na čtvrtém (posledním) místě.
- 1936/37: Hindenburg Allenstein (vítěz sk. Allenstein) ve finále vyhrál nad insterburským Yorck Boyenem (vítěz sk. Gumbinnen) celkovým poměrem 7:0 (1. zápas – 0:0, 2. zápas – 7:0)
- 1936/37: Klub v německém mistrovství skončil v základní skupině A, kde se umístil na třetím místě.
- 1937/38: Klub v německém mistrovství skončil v základní skupině 1, kde se umístil na třetím místě.